# Кипар на Светском првенству у атлетици у дворани 2018.
Кипар је на 17. Светском првенству у атлетици у дворани 2018. одржаном у Бирмингему (Уједињено Краљевство) од 1. до 4. марта учествовао шестнаести пут. Репрезентацију Кипра представљао је један атлетичар, који се такмичио у трци на 60 метара препоне.,
На овом првенству такмичар Кипра дисквалификован је у финалу.

## Учесници
Мушкарци:
- Милан Трајковић — 60 м препоне

## Резултати

### Мушкарци
| Атлетичар       | Дисциплина   | Лични рекорд | Квалификације | Квалификације | Полуфинале  | Полуфинале | Финале          | Финале          | Детаљи |
| Атлетичар       | Дисциплина   | Лични рекорд | Резултат      | Место         | Резултат    | Место      | Резултат        | Место           | Детаљи |
| --------------- | ------------ | ------------ | ------------- | ------------- | ----------- | ---------- | --------------- | --------------- | ------ |
| Милан Трајковић | 60 м препоне | 7,55 НР      | 7,56 КВ       | 1. у гр. 1    | 7,51 КВ, НР | 1. у гр. 3 | Дисквалификован | Дисквалификован |        |